# ABA 2 Liga 2019-2020
La ABA 2 Liga 2019-2020 è stata la 3ª edizione della ABA 2 Liga, il secondo livello della Lega Adriatica. Il 12 marzo 2020, in seguito alla pandemia causata dalla diffusione del virus COVID-19, la Lega ha deciso dapprima di sospendere e poi, il 27 maggio, di cancellare la stagione senza assegnare il titolo di campione. Tuttavia sono state assegnate due wild cards per la stagione 2020-2021 della Lega Adriatica al Košarkaški klub Borac Čačak e Košarkaški klub Split.

## Squadre partecipanti
Bosnia ed Erzegovina
- Spars Sarajevo
- Široki
- Sloboda Tuzla

 Serbia
- Dynamic Belgrado
- Borac Čačak
- Novi Pazar

 Montenegro
- Lovćen Cetinje
- Sutjeska Nikšić

 Slovenia
- Helios Domžale
- Rogaška

 Croazia
- Spalato

 Macedonia del Nord
- MZT Skopje

## Regular season
|  | Qualificate per la Final four                             |
|  | Perde il diritto di partecipare alla ABA 2 Liga 2020-2021 |

|     | Squadra          | G  | V  | P  | PF   | PS   | Diff. | P.ti |
| --- | ---------------- | -- | -- | -- | ---- | ---- | ----- | ---- |
| 1.  | Borac Čačak      | 22 | 20 | 2  | 1932 | 1612 | +320  | 42   |
| 2.  | Spalato          | 22 | 13 | 9  | 1790 | 1742 | +48   | 35   |
| 3.  | MZT Skopje       | 22 | 13 | 9  | 1766 | 1718 | +48   | 35   |
| 4.  | Sutjeska Nikšić  | 22 | 12 | 10 | 1775 | 1743 | +32   | 34   |
| 5.  | Široki           | 22 | 11 | 11 | 1774 | 1727 | -6    | 33   |
| 6.  | Lovćen Cetinje   | 22 | 10 | 12 | 1721 | 1766 | -45   | 32   |
| 7.  | Rogaška          | 21 | 10 | 11 | 1594 | 1617 | -23   | 31   |
| 8.  | Sloboda Tuzla    | 22 | 9  | 13 | 1792 | 1860 | -68   | 31   |
| 9.  | Novi Pazar       | 22 | 8  | 14 | 1861 | 1912 | -51   | 30   |
| 10. | Dynamic Belgrado | 22 | 8  | 14 | 1660 | 1742 | -82   | 30   |
| 11. | Helios Domžale   | 21 | 9  | 12 | 1593 | 1679 | -86   | 30   |
| 12. | Spars Sarajevo   | 22 | 8  | 14 | 1618 | 1705 | -87   | 30   |